# Lilla Bråtatjärnen
Lilla Bråtatjärnen är en sjö i Härryda kommun i Västergötland och ingår i Göta älvs huvudavrinningsområde. Sjön är 4 meter djup, har en yta på 0,05 kvadratkilometer och är belägen 130 meter över havet.